# Tricytarus parviumgulatus
Tricytarus parviumgulatus är en myrart som beskrevs av Horace Donisthorpe 1947. Tricytarus parviumgulatus ingår i släktet Tricytarus och familjen myror. Inga underarter finns listade i Catalogue of Life.